# 穂別トンネル
穂別トンネル（ほべつトンネル）は、北海道勇払郡むかわ町と占冠村との間にある道東自動車道のトンネルである。
全長は4,318mと、北海道では2019年現在、3番目に長い。

## 概要
むかわ穂別ICと占冠ICの間を東西に貫いている。しかし、掘削には日本最大規模の分布を誇り、非常に脆弱な蛇紋岩（神居古潭変成帯）を貫き、付近を通る石勝線でも難工事となった区間である。中でも当トンネルは非常に長いことから工事関係者から「（道東と道央を阻む）最後の砦」とされていた。
2006年3月から掘削を開始。毎月40～100mのペースで進んでいたが、2008年には蛇紋岩特有の膨張や崩落により、掘削するペースが20m程度に落ち、ついには1mも進まない月も出た。
2009年には日本の高速道路史上初の「高耐力二重支保工（高強度の材料を使用し支保工を二重に設置する工法）」などを採用したが、400mもの土被りや切羽の崩落対策に対する修復を求められ、残り1,000mで作業が停滞し、工事関係者を悩ませた。それでも同年の夏には10分で効果が得られる瞬結性のコンクリートを使用して蛇紋岩と地圧を押さえ、さらに重機を2倍に増やすことで掘削のペースを40mに戻した。そして掘削開始からおよそ4年半後の2010年には苦心の末に貫通し、その1ヶ月後には土木学会賞・技術賞を受賞した。
掘削断面は最大で131m²にも及ぶ。これは底面に盤膨れ対策として1.5mのインバートを設けた（トンネル底面を円形にした）ため、暫定2車線のトンネルでは非常に大きい断面になっている。
長大トンネルのため、緊急避難路として50m間隔で緊急車両に対応した避難坑が存在する。壁面には1km置きに出口までの距離表示が、むかわ町と占冠村の境目にはカントリーサインのイラストと市町村名が表示されている。また、両方の入口にはスノーシェッドが設置されており、長和トンネルとの間はスノーシェッドで連結している。なお、千歳恵庭方面は当トンネルから長い下り坂が続くため、速度や車間距離に注意が必要である。

## 歴史
- 2006年（平成18年）3月 - むかわ町側と占冠村側の両方から掘削開始。
- 2010年（平成22年）
  - 7月23日 - 貫通。
  - 8月26日 - 貫通式を挙行。
- 2011年（平成23年）10月29日 - 道東自動車道の夕張IC - 占冠ICの開通に伴い供用開始

## 隣
E38 道東自動車道
(4) むかわ穂別IC - 長和TN - 穂別TN - 占冠TN - タンネナイTN - 占冠中央TN - (5) 占冠IC